# Pinguipes brasilianus
Pinguipes brasilianus és una espècie de peix de la família dels pingüipèdids i de l'ordre dels perciformes.

## Descripció
Fa 70 cm de llargària màxima, tot i que la més comuna és de 24,3. Cos robust (més gruixut darrere del cap i en la inserció de les aletes pectorals), el qual esdevé comprimit progressivament cap a la cua. Escates ctenoides a tot el cos, llevat del musell i de les àrees dorsal i gular del cap. Base de les aletes pectorals i caudal amb escates més petites. Cap cònic. Boca terminal, gairebé obliqua i amb el llavi superior molt gruixut. Mandíbula superior protràctil. Ulls ovals i oblics. Opercle acabat en una espina recoberta parcialment per pell. 7 espines i 26-27 radis tous a l'aleta dorsal i cap espina i 25 radis tous a l'anal. Aletes pectorals arrodonides i pelvianes gruixudes i carnoses (sobretot en els costats exteriors). Aletes dorsal i anal d'igual altura en direcció al peduncle caudal i a on acaben simètricament. Aleta caudal truncada i amb l'extrem superior sortint. Coloració variable pel que fa al sexe i l'edat: en els exemplars mediterranis, el color és marró al dors i marró clar al ventre, presenten dotze bandes marrons als flancs i un punt fosc a la base dels radis de l'aleta caudal per damunt de la línia lateral.

## Alimentació
Menja principalment mol·luscs, crustacis i d'altres invertebrats bentònics. El seu nivell tròfic és de 3.

## Paràsits
És parasitat per Grillotia sp., Corynosoma australe, Scolex polymorphus, Trifur tortuosus i Opecoelidae.

## Hàbitat i distribució geogràfica
És un peix marí, demersal (entre 60 i 150 m de fondària) i de clima subtropical, el qual viu a l'Atlàntic sud-occidental: les aigües costaneres poc fondes i en diferents tipus de substrats (però sobretot de sorra) des de Rio de Janeiro (el Brasil) fins al Golfo Nuevo (l'Argentina), incloent-hi l'Uruguai. Fou introduït a la mar Mediterrània (la mar de Ligúria -l'any 1990- i Messina -2002-) de manera accidental mitjançant el transport d'exemplars joves en l'aigua de les sentines d'alguns vaixells.

## Pesca
És pescat per flotes costaneres i amb xarxes d'arrossegament de fons a tota la seua àrea de distribució sud-americana com a fauna acompanyant d'espècies demersals i bentòniques d'interès comercial.

## Observacions
És inofensiu per als humans.